# Distretto di Patan
Il distretto di Patan è un distretto del Gujarat, in India, di 1 181 941 abitanti. Il suo capoluogo è Patan.